# Lorentz Lunderberg
Lars (Lorentz) David Lunderberg, född 16 januari 1755 i Stockholm, död 9 maj 1815 i Stockholm, var en svensk medaljkonstnär.
Han var son till gravören Lars Lunderberg och Anna Magdalena Finck och från 1810 gift med Anna Maria Esping. Lunderberg var lärjunge till bankens medaljgravör Johan Gabriel Wikman. Bevarade sigillavtryck utförda av Lunderberg visar honom som en god pitschermakare med en ren och klar stil med lite sparsamt inslag från rokoko i sköldarna. Förutom ett stort antal adliga sigill utförde han 1786 sigill till Vitterhetsakademien och Uppsala universitetsbibliotek. Från 1797 var han även verksam som medaljgravör och utförde fram till 1810 ett 25-tal minnespenningar där porträtten är fast skulpterade och välgjorda i fråga om accessoarer. Bland hans bästa arbeten räknas minnespenningarna över A Lijdbergh och lord Charles Gray. Några av hans medaljer är framtagna anonymt då de föreställer personer som politiskt misshagade Gustaf IV Adolf. För att få en säkrare utkomst än som fritt arbetande gravör sökte han en tjänst som kammarlakej vid hovet 1785 och 1798 sökte han hos bankofullmäktige Wikmans tjänst som gravör vid banken.    